# 1902 no futebol
A seguir, são apresentados os eventos de futebol do ano 1902 em todo o mundo.

## Clubes fundados no ano
- 6 de março: Real Madrid ( Espanha).[1]
- 21 de julho: Fluminense ( Brasil).[2]
- 25 de julho: Olimpia ( Paraguai).

## Campeões nacionais
- Argentina - Alumni
- Bélgica - RC Bruxelles
- Escócia - Rangers
- França - RC Roubaix
- Países Baixos - HVV Den Haag
- Hungria - Budapesti TC
- Inglaterra - Sunderland AFC
- Itália - Genoa
- Uruguai - Nacional

## Campeões regionais (Brasil)
- São Paulo - São Paulo Athletic